# Lispe polita
Lispe polita este o specie de muște din genul Lispe, familia Muscidae. A fost descrisă pentru prima dată de Daniel William Coquillett în anul 1904. Conform Catalogue of Life specia Lispe polita nu are subspecii cunoscute.